# دواء أول في فئته
الدواء الأول في فئته هو دواء نموذجي يستخدم "آلية عمل جديدة وفريدة من نوعها" لعلاج حالة طبية معينة. في حين أن مركز تقييم وأبحاث الأدوية التابع لإدارة الغذاء والدواء يتتبع الأدوية من الأولى في فئتها ويقدم تقارير عنها سنويًا، لا يعد تصنيف الأدوية الأولى في فئتها فئة تنظيمية. على الرغم من أن العديد من الأدوية الأولى في فئتها مؤهلة لتكون علاجات خارقة، أو علاجات الطب التجديدي المتقدمة أو أدوية يتيمة، إلا أن فئة الدواء الأول في فئته في حد ذاتها ليس لها أي تأثير تنظيمي.

## أمثلة
| الدواء                             | التصنيف                                                                | المرض المستهدف                                                                     | سنة الترخيص (FDA) | سنة الترخيص (EMA) |
| ---------------------------------- | ---------------------------------------------------------------------- | ---------------------------------------------------------------------------------- | ----------------- | ----------------- |
| إينوتوزوماب أوزوغاميسين (Besponsa) | قرين دواء-وحيد النسيلة مضاد-CD22                                       | لوكيميا الأرومة اللمفاوية الحادة لسلف الخلية البائية المنتكس أو المقاوم            | 2017              |                   |
| تاغروكسوفوسب (Elzonris)            | بروتين اندماجي من إنترلوكين 3-ذيفان الخناق يستهدف خلايا متغصنة بلازمية | لمفوما الخلايا القاتلة الطبيعية الأرومية                                           | 2018              | 2021              |
| ميدوستاورين (Rydapt)               | مثبط كيناز التيروسين متعدد الأهداف لا يثبط بواسطة طفرة D816V cKit      | كثرة الخلايا البدينة، متلازمة خلل التنسج النخاعي، اللوكيميا النخاعية الحادة        | 2017              | 2017              |
| تبروتوموماب (Tepezza)              | ضد وحيد النسيلة مضاد لمستقبل عامل نمو نظير الأنسولين 1                 | مرض العين الدرقي                                                                   | 2020              |                   |
| روموسوزوماب (Evenity)              | ضد وحيد النسيلة مضاد لسكلروستين                                        | هشاشة العظام                                                                       | 2019              | 2019              |
| أوكرليزوماب (Ocrevus)              | ضد وحيد النسيلة مضاد لCD20                                             | التصلب المتعدد                                                                     | 2017              | 2018              |
| إيفوسيدينيب (Tibsovo)              | جزيء صغير مثبط لنازعة هيدروجين الإيزوسيترات 1                          | اللوكيميا النخاعية الحادة، سرطانة الأقنية الصفراوية                                | 2018              | 2023              |
| حمض البمبدويك (Nexletol)           | مثبط سينثاز سترات الأدينوسين ثلاثي الفوسفات                            | فرط كولسترول الدم                                                                  | 2020              | 2020              |
| تافاميديس (Vyndaqel, Vyndamax)     | شابرون لتارنسثايرتين (مثبت)                                            | اعتلال الأعصاب النشواني العائلي والأمراض النشوانية المرتبطة بالتارنسثايرتين الأخرى | 2011              | 2019              |
| فوكسيلوتور (Oxbryta)               | منظم لألفة الهيموغلوبين للأوكسجين                                      | داء الخلايا المنجلية                                                               | 2019              |                   |
| لونافارنيب (Zokinvy)               | مثبط ناقلة فرنزيل                                                      | متلازمة بروجيريا جيلفورد-هاتشينسون                                                 | 2020              | 2022              |
| دوبيلوماب (Dupixent)               | مثبط الوحدة ألفا في مستقبل الإنترلوكين-4                               | الربو، التهاب الجلد التأتبي، أمراض الحساسية                                        | 2017              |                   |
| لاسميديتان (Reyvow)                | ناهضة انتقائية لمستقبل السيروتونين من نوع 5-HT1F                       | الصداع النصفي                                                                      | 2019              | 2022              |
| تازيميتوستات (Tazverik)            | مثبط EZH2 انتقائي                                                      | ساركومة شبيهة بالظهارة                                                             | 2020              |                   |
| تيرزيباتيد (Mounjaro)              | منشط للببتيد شبيه بالغلوكاكون- 1 وعديد الببتيد المعدي المثبط           | سكري النوع الثاني عند البالغين                                                     | 2022              | 2022              |